# オリンピック記録
オリンピック記録（オリンピックきろく、Olympic record。ローイング競技（ボート競技）ではOlympic best timeと呼ばれる）とは、夏季オリンピックもしくは冬季オリンピックにおいて記録された、特定の競技で最もよい記録である。どちらの大会も4年に1度しか開催されないため、更新するチャンスも4年に1度しか巡ってこない。もちろん世界記録より劣るものも多いが、オリンピック記録の更新はアスリートにとって名誉なことと考えられている。
国際オリンピック委員会が認定するオリンピック記録には以下のものがある。

## 認定されている競技

### 夏季オリンピック
- アーチェリー競技のオリンピック記録一覧
- ウエイトリフティング競技のオリンピック記録一覧
- 競泳競技のオリンピック記録一覧
- 自転車競技のオリンピック記録一覧
- 射撃競技のオリンピック記録一覧
- 陸上競技のオリンピック記録一覧
- ローイングのオリンピック記録一覧
- スポーツクライミングのオリンピック記録一覧

### 冬季オリンピック
- ショートトラックスピードスケート競技のオリンピック記録一覧
- スピードスケート競技のオリンピック記録一覧